# Fear, and loathing in Las Vegas
Fear, and loathing in Las Vegas (japanska: フィアー・アンド・ロージング・イン・ラスベガス) är ett japanskt metalband som blandar metal, screamo och electronica. Bandet startade under sommaren 2008, med medlemmar från banden Ending for och Start y Blank Time.

## Medlemmar
Nuvarande medlemmar
- Minami (aka Keisuke) – keyboard, scream, programmering (2008– )
- Taiki – gitarr, sång (2008– )
- Tomonori – trummor (2008– )
- So Takeda – sång, scream, programmering (2009– )
- Tetsuya – basgitarr, bakgrundssång (2019– )

Tidigare medlemmar
- MA$HU – basgitarr (2008–2013)
- Sxun – gitarr, bakgrundssång (2008–2018)
- Kei – basgitarr (2013–2019; död 2019)

## Diskografi
Demo
- Scorching Epochal Sensation (2008)

Studioalbum
- Dance & Scream (2010)
- All That We Have Now (2012)
- Phase 2 (2014)
- Feeling Of Unity (2015)

Livealbum
- The Animals in Screen (2013)
- The Animals in Screen II (2016)

EP
- ～Entering the New World～ (2010)
- Nextreme (2011)
- Rave Up Tonight (2014)

Singlar
- "Burn the Disco Floor With Your 2-Step!!" (2009)
- "Evolution ~Entering the New World~" (2010)
- "Take Me Out!!" / "Twilight" (2010)
- "Just Awake" (2012)
- "Rave-up Tonight" (2014)
- "Let Me Hear" (2015)
- "Starburst" (2015)